# Барри, Фернанда
Фернанда Барри (фр. Fernande Barrey; 9 января 1893, Сен-Валери-сюр-Сом — 14 июля 1960, Париж) — французская модель, натурщица и художница.

## Биография
Фернанда Барри покинула свою родную Пикардию примерно в 1908 году и переехала в Париж, где начала зарабатывать на жизнь проституцией. Затем она была моделью для многих художников, включая Жана Ажелу, Амедео Модильяни и Хаима Сутина, которые убедили её начать изучать живопись и историю искусства в Национальной высшей школе изящных искусств.
В марте 1917 года она познакомилась в кафе «Ротонда» на Монпарнасе с японским художником Цугухару Фудзитой, который безумно влюбился в неё и через 13 дней женился. В 1918 году пара переехала, спасаясь от немецких бомб, в Кань-сюр-Мер, где она провела год, рисуя и встречаясь со многими своими друзьями. В этот период она подружилась с Жанной Эбютерн, невестой Модильяни. Когда в 1920 году Модильяни умер от туберкулёза, Барри тщетно пыталась утешить её, но Жанна, находившаяся на восьмом месяце беременности, покончила с собой.
В течение 1925 года у Фудзиты и Барри были весьма свободные отношения, и он и она имели связи с людьми обоих полов. Художник не сумел простить Фернанду после того, как у неё завязался роман с его двоюродным братом, художником Коянаги. Затем он скрылся с бельгийской художницей Люси Баду (прозванной Юки) на три дня, в течение которых Фернанда отчаянно искала своего мужа в парижских моргах. В 1928 году супруги развелись, а Фернанда стала жить с Коянаги на Монмартре. Когда Коянаги расстался с ней в 1935 году, его отношения с Цугухару Фудзитой улучшились. Он помогал ей материально до самой её смерти.
Некоторые источники отождествляют Фернанду Барри и знаменитую Мисс Фернанду, любимую модель фотографа Жана Ажелу, которая красовалась на многих эротических открытках того времени. Это предположение так и не было доказано.
В качестве художницы она выставляла свои картины Josiane и Les Pêches в Осеннем салоне в 1929 году.